# Sparks (EP)
Pour les articles homonymes, voir Sparks.
Albums de Coldplay
Parachutes
(2000) Trouble: Norwegian Live EP
(2001)
Sparks est un EP promotionnel du groupe de rock anglais Coldplay sorti en 2000. Il comprend quatre pistes enregistrées par le groupe sous le label Parlophone.
Ce CD était donné gratuitement avec The Independent du dimanche 29 octobre 2000 au Royaume-Uni, et est notable pour sa version acoustique de "Yellow". Toutes les autres pistes sont disponibles sur d'autres CD du groupe. 

## Liste des titres
1. Sparks" – 3:48
2. Careful Where You Stand – 4:44
3. Yellow (version acoustique provenant du programme de la BBC The Lunchtime Social de Jo Whiley) – 4:17
4. See You Soon – 2:49
5. Yellow (vidéo)